# سالاش (ناحیه اوهرسکه هرادیشتی)
سالاش (به چکی: Salaš) یک منطقهٔ مسکونی در جمهوری چک است که در ناحیه اوهرسکه هرادیشتی واقع شده‌است. سالاش ۱۷٫۸۶ کیلومتر مربع مساحت و ۳۷۳ نفر جمعیت دارد و ۲۷۰ متر بالاتر از سطح دریا واقع شده‌است.